# Dan Godfrey
Dan Godfrey   (Londres, 20 de juny de 1868 - 20 de juliol de 1939) Sir Dan Godfrey va ser un director d'orquestra britànic que, com el seu pare Dan(iel) Godfrey (1831–1903), provenia d'una família de músics.

## Biografia
El fill, també anomenat Dan Godfrey, va ser inicialment director de retransmissions a l'estudi de la BBC a Manchester abans d'assumir el seu primer càrrec a temps complet com a director de la posterior Filharmònica de la BBC el 1922, que llavors es va anomenar BBC Wireless Orchestra i a partir de 1926 el Northern Wireless Orchestra.
Sir Dan Godfrey, descendent d'una famosa família de mestres de banda anglesos i fill del director de banda de la banda militar dels "Grenadier Guards" (a qui Émile Waldteufel havia dedicat el vals Les Grenadiers, Op. 207), va fundar la "Bournemouth Municipal Orchestra". el 1893 i la va dirigir durant 41 anys fins al 1934. Tot i que tenia un contracte amb l'ajuntament de Bournemouth que estipulava que només dirigiria una "banda de temporada" amb 30 músics durant un any, tenia en ment instal·lar una orquestra simfònica permanent. a la ciutat, cosa que sí que ho va aconseguir de manera brillant.
Godfrey va gravar el primer disc de A London Symphony de Ralph Vaughan Williams l'11 de febrer de 1915. Va tornar a dirigir fragments d'aquesta simfonia en enregistraments el 1923 i una versió escurçada el 1925.
Amb l'Orquestra Simfònica de Londres va gravar obres com la Simfonia núm. 41 (Júpiter) de Mozart. Danses eslaves d'Antonín Dvořák i la suite orquestral Sigurd Jorsalfar d'Edvard Grieg.
Però també va gravar diversos discos amb la "seva" Orquestra Municipal de Bournemouth entre 1914 i 1930 per al segell HMV. L'any 1922 va ser nomenat cavaller com a llicenciat de cavaller pel seu excel·lent servei a la música britànica, també per la forta instigació de l'activista pels drets de les dones Ethel Smyth.